# Башмаков, Сергей Дмитриевич
Сергей Дмитриевич Башмаков (12 [24] марта 1831, Симферополь — 20 июня [2 июля] 1877, Тамбов) ― тамбовский губернский предводитель дворянства в 1864–1866 годах, владелец Богословского округа.

## Биография
Родился в 1831 году в дворянской семье Башмаковых, правнук А. В. Суворова. Отец предводитель дворянства и губернатор Тамбовской губернии Дмитрий Евлампиевич Башмаков.
Окончил Пажеский корпус в 1850 году, служил в Петербургском губернском правлении чиновником особых поручений при губернаторе. В 1854 году поручик лейб-гвардии гренадерского Эриванского полка, участник Крымской войны. В 1859 году вышел в отставку в чине штабс-капитана, поселился в Тамбовской губернии. 14 февраля 1864 года был утверждён тамбовским губернским предводителем дворянства на 1864—1866 года, затем директором Тамбовского тюремного комитета в 1865—1866 годах. В 1867—1868 годах служил в Министерстве внутренних дел. Руководил строительством участка Моршанско-Сызранской железной дороги через Тамбовскую и Пензенскую губернии, которая в ноябре 1873 года прошла через принадлежащее ему село Михайловка Чембарского уезда. Разбогатевши на железнодорожном строительстве, 11 апреля 1875 году на торгах купил Богословский горный округ (Богословский медеплавильный завод, Петропавловский завод, Туринские рудники и золотые промыслы) за 2 050 000 рублей с рассрочкой на 37 лет под 5 %.

## Семья
- жена Варвара Карловна урожденная Шмидт (1841—1873)
- сын Башмаков Сергей Сергеевич (1867―1908) — совладелец Богословских заводов в 1877―1884 годах, из-за малолетства вместе с сестрами находился под опекой, которая в 1884 году продала заводы Н. М. Половцовой.
- дочь Башмакова Варвара Сергеевна (25.03.1869―07.12.1881) — совладелица Богословских заводов в 1877―1884 годах.
- дочь Башмакова Любовь Сергеевна (1870-?) — совладелица Богословских заводов в 1877―1884 годах, жена скрипача И. М. Нагорнова[5].
- дочь Башмакова Мария Сергеевна (05.04.1872―17.12.1933) — в первом браке замужем за А. В. Свечиным, во втором — за князем А. В. Барятинским, в 1877―1884 годах совладелица Богословских заводов, автор воспоминаний «Моя русская жизнь», умерла в эмиграции в Париже, единственная дочь, Мария Анатольевна (1905—1937).

Память
Приказом по Моршанско-Сызранской железной дороге 28.03.1875 года село Михайловка переименована в честь Сергея Дмитриевича в Башмаково.

## Награды
За свои достижения был неоднократно отмечен:
- статский советник;
- орден Святого Станислава II степени с мечами;
- орден Святого Владимира III степени;
- почётный гражданин Шацка;
- камергер.

## Ссылка
- Исторический час «История одной биографии», посвященный С.Д. Башмакову
- Видео от Детская библиотека Башмаковского района